# Paris in Spring
Pour plus de détails, voir Fiche technique et Distribution.
Paris in Spring est un film américain réalisé par Lewis Milestone, sorti en 1935.

## Synopsis
Effrayée par le mariage, Simone met fin à ses fiançailles avec Paul de Lille. Au même moment, dans un autre quartier parisien, Mignon, craignant également le mariage, Mignon décide de se séparer de son jeune amant. Désespéré, les deux vont grimper jusqu'au sommet de la Tour Eiffel avec l'intention de sauter vers la mort. Ils se rencontrent alors et tous deux commencer à comparer leurs histoires. Après leurs discussion, Paul la dissuade de se suicider et tous deux complotent pour rendre jaloux leurs partenaires respectifs en prétendant avoir une liaison avec l'autre.

## Fiche technique
- Titre : Paris in Spring
- Réalisation : Lewis Milestone
- Scénario : Keene Thompson, Samuel Hoffenstein et Franz Schulz d'après la pièce de Dwight Taylor
- Photographie : Ted Tetzlaff
- Pays d'origine : États-Unis
- Date de sortie : 1935

## Distribution
- Mary Ellis : Simone
- Tullio Carminati : Paul d'Orlando
- Ida Lupino : Mignon de Charelle
- Lynne Overman : DuPont
- James Blakeley : Albert de Charelle
- Jessie Ralph : Countess de Charelle
- Akim Tamiroff : Cafe Manager
- Jack Mulhall : George, Cafe Simone Doorman
- Rolfe Sedan : Modiste
- Arthur Housman : Interviewer
- Francis Ford (non crédité)
- Billy Gilbert (non crédité)